# Bel paese

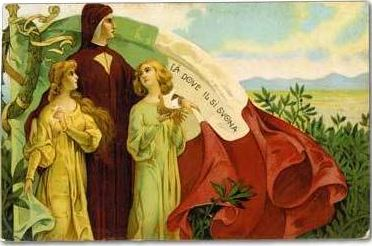
Ilustración de inicio celebrante la lengua del sí con la imagen de Dante y su famosa oración superpuesta al tricolor

Bel paese o Belpaese, pronunciado (pronunciación en italiano: /ˌbɛl paˈeːse, -eːze/), es una clásica expresión poética para referirse a Italia.
Dante y Petrarca fueron probablemente los primeros en utilizar esta expresión en sus obras:
«del bel paese là dove'l sì suona»
(Dante Alighieri, Infierno, canto XXXIII, verso 80) 
«il bel paese Ch'Appennin parte, e 'l mar circonda e l'Alpe»
(Petrarca, Canzoniere, CXLVI, versos 13-14)
El término sigue siendo utilizado todavía hoy en italiano como sinónimo de Italia.
En 1876 el abad Antonio Stoppani escribió El Bel Paese (título completo: El Bel Paese. Conversaciones sobre las bellezas naturales, la geología y la geografía física de Italia.) que toma el nombre de los versos de Petrarca y que tuvo un vasto éxito poblar a los tiempos de la publicación.